# 瓦倫西亞理工大學
瓦倫西亞理工大學（巴伦西亚语：Universitat Politècnica de València；IPA：[univeɾsiˈtat poliˈtɛŋnika ðe vaˈlensia]，缩写UPV）是位于西班牙瓦倫西亞的一所理工类大学。学校创建于1968年6月6日，1971年10月24日正式成为大学，其中一些学院，好比如建筑技术学院已超过100年历史。

## 历史
1968-1969 年 UPV 的德国精神，在瓦伦西亚高等理工学院创建，并于 5/1968 年 6 月 6 日建立，6 整合四中心：学校Técnica Superior de Ingenieros Agronomos，于 1959 年建立； la Escuela Técnica Superior de Arquitectura, que venía funcionando desde 1966 como sección delegada de la Escuela de Barcelona;卡米诺斯、卡纳莱斯和波多黎各的高级工程师学院和工业高级工程师学院于 1968 年创建，并于 1731/1968 年 10 月 24 日颁布法令。

## 著名校友
- 圣地亚哥·卡拉特拉瓦，西班牙著名建筑师

## 画廊

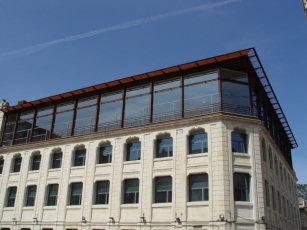
瓦倫西亞理工大學
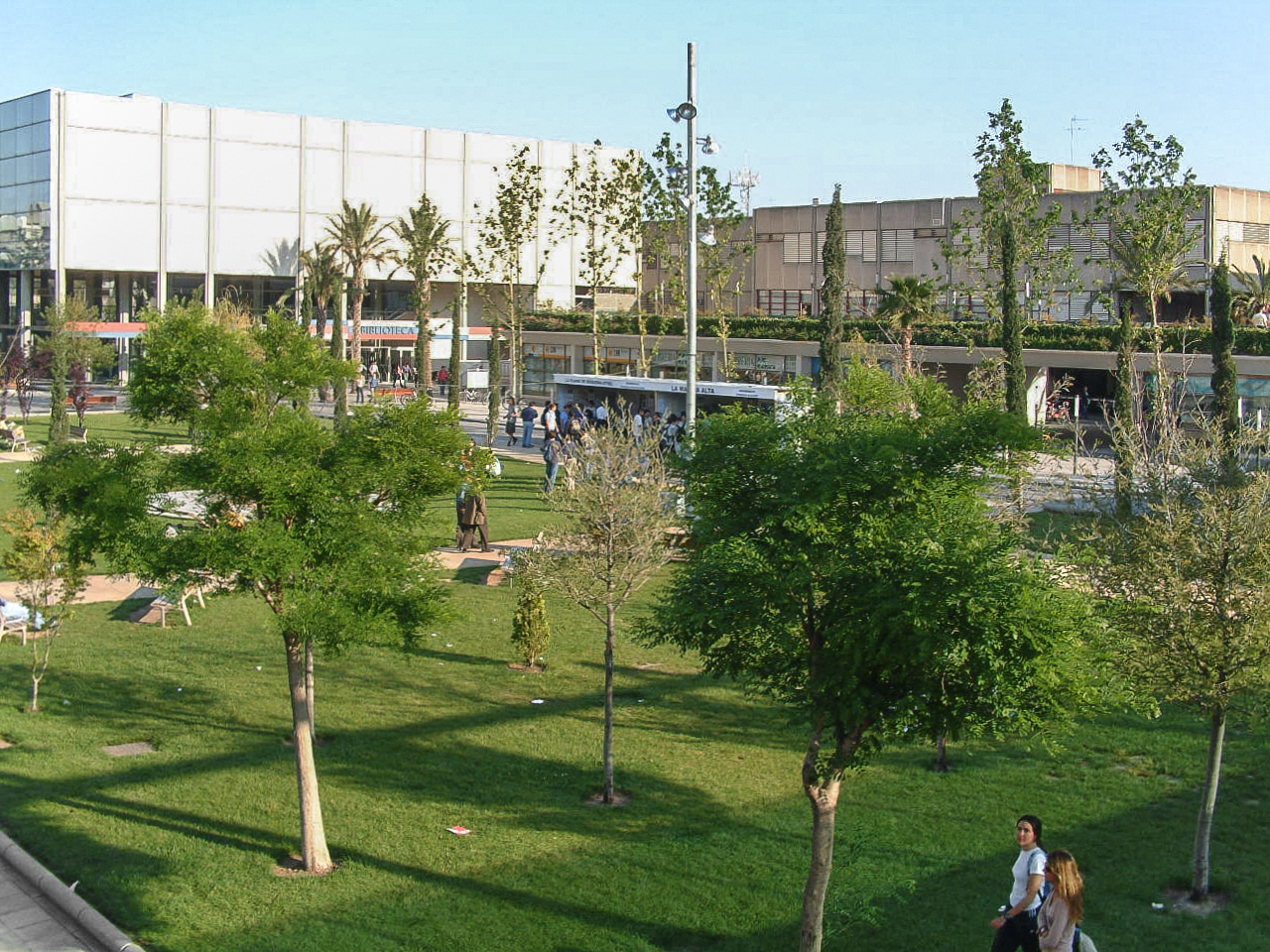
瓦倫西亞理工大學